# Оснивање Рима
Оснивање Рима је био праисторијски догађај или процес који су касније у великој мери увеличали римски историчари и песници. Археолошки налази указују на то да се град Рим развио из заједнице села на врховима брежуљака током касног бронзаног доба или раног гвозденог доба. Праисторијско настањивање Апенинског полуострва се одвило пре око 48.000 година, док је подручје на ком се данас налази град Рим настањено око 1.600 година пре нове ере. Неки налази на брежуљку Капитолу указују на могуће настањење око 1.700 година пре нове ере, а оближња долина у којој се налазио римски форум је имала развијену некрополу око 1.000 година пре нове ере. Насеља на врховима брежуљака су се спојила у један град у осмом веку пре нове ере, вероватно под утицајем Античке Грчке, у којој су градови-државе били честа појава у овом периоду.
Према римској митологији, град Рим је основао Ромул, син бога рата Марса и весталке Рее Силвије, принцезе Алба Лонге и потомка Енеје из Троје. Остављене да умру код реке Тибар, Ромула и његовог брата близанца Рема је нашла вучица, која их је однела до пећине Луперкал, где их је дојила. Ту их је нашао пастир Фаустул, који је близанце узео да одгаја као своје синове. Кад су браћа одрасла, одлучили су да се освете краљу Алба Лонге, Амулију, након чега су предали Алба Лонгу њиховом деди, Нумитору. Браћа су након тога одлучила да оснују нови град али се нису могли сложити око детаља. Њихово неслагање се завршило са убиством Рема и оснивањем града Рима на брежуљку Палатину.
Већина модерних историчара сумња у постојање само једног оснивача или само једног догађаја оснивања града. Не постоје материјални историјски докази који повезују рани Рим са Алба Лонгом или Тројом. Већина модерних историчара такође одбацује Енејску династију из Алба Лонге као измишљену. Легендарна прича о оснивању града се често славила и помињала у Античком Риму. Фестивал Парилија, који се славио сваког 21. априла, је вероватно био прослава годишњице оснивања града током касне Римске републике, а његова важност је порасла током Римског царства, током ког је фестивал преименован у Ромеју, у 121. години нове ере.  Антички историчари су на различите начине долазили до године наводног оснивања града, а две године које су наизглед званично прихваћене у Античком Риму су 753. година пре нове ере, до које је дошао историчар Варон (коришћена за Клаудијеве Секуларне игре и Хадријанов фестивал Ромеју), и 752. година пре нове ере (користили су је Капитолски Фасти и за Секуларне игре Антонина Пије и Филипа Арабљанина). Иако је познато да је Варон направио грешке у рачунању године оснивања града, 753. година пре нове ере се  и данас узима као година оснивања града Рима и користи се у календарској ери AUC (Ab urbe condita/Anno urbe condita) – године од оснивања Рима. 

## Културолошки контекст
Традиционална подела култура на Апенинском полуострву пре Рима дели културе на оне које су причале индоевропске језике и на оне које нису причале индоевропске језике. Италски језици, међу које спада латински језик, су индоевропски и говорили су се у доњем делу долине реке Тибар, на шта указују откривени натписи. Раније се сматрало да фалискански језик – говорио се северно од града Вејиа на десној страни реке Тибар – представља засебан језик, али натписи откривени 80-их година двадесетог века указују на то да се латински језик чешће говорио на том подручју. Говорници етрурског језика су се налазили на подручју модерне Тоскане, док се сличан језик, ретски, говорио око реке Адиђе, у подножју италијанских Алпа.
Када се тражи веза између народа и њихових језика, долази се до закључка да су индоевропски народи мигрирали на Апенинско острво у разним таласима током првог и другог миленијума пре нове ере: прво је мигрирала западна италска група (укључујући латински), праћена централном италском групом оско-умбријских дијалеката, са каснијим доласком грчког, преко Јадранског мора, и келтског, преко Алпа. Верује се да су ове миграције измештале говорнике етрурског језика и других преиндоевропских језика; ипак је могуће да се етрурски језик такође појавио на Апенинском острву миграцијом, ако јесте онда је морао да мигрира пре другог миленијума пре нове ере.
Са почетком гвозденог доба, постепено су почели да расту становништво и друштвена сложеност, што је довело до настанка примитивних урбаних насеља у северном и средњем делу Апенинског полуострва. Ова примитивна насеља су углавном била групе мањих насеља која нису била довољно удаљена да буду одвојена и самостална; ова насеља ће се с временом ујединити.

## Археолошки налази
Археолошка истраживања доказују да је подручје данашњег Рима било настањено пре најмање пет хиљада година, али дебели слојеви рушевина онемогућују истраживање палеолитских и неолитских налазишта. Докази о настањењу су нађени и у околини – укључујући Лавинијум и обале близу Ардее – и датирају из 15. века пре нове ере. Ово подручје су настањивале Апенинска и Прото-виланованска култура, пре појављивања Латијске културе. 

### Бронзано доба
Археолошки налази указују на то да се град Рим развијао током дугачког периода, али да је био настањен до средине бронзаног доба. Узорци камена су открили да се земљиште Рима у бронзаном добу у великој мери разликовало од земљишта данас. Подручје на ком се налазио Сточни форум, северно од брежуљка Авентина, је била сезонски сува долина која је истовремено представљала безбедну луку за тадашње морепловце, погодно место за појење коња и стоке, као и безбедно место за прелажење реке Тибар, са плитком и спором водом још пре формирања острва Тибар. Овај прелаз је био један од већих прелаза између Етрурије и Кампаније. Са стране овог повољног али изложеног места се налазио брежуљак Капитолин, који се стрмо дизао над источном обалом реке Тибар, и представљао је добро место за тврђаву за одбрану и надгледање производње соли дуж реке. Други брежуљци и мочваре између њих су представљали подједнако добро одбрањива места за развој насеља.
Дебеле наслаге ђубрива и комади грнчарије из средине бронзаног доба су нађени у Сточном форуму, а датирају из средине бронзаног доба. Модерни  налази указују на то да су на брежуљку Капитолу и у суседној долини постојале три засебне заједнице које су користиле бронзу, у периоду од 1700. до 1350. године пре нове ере на брежуљку Капитолу и од 1350. до 1120. године пре нове ере у суседној долини, која је касније постала Римски форум. Открића која датирају из касног бронзаног доба, из периода од око 1200. до око 975. године пре нове ере, јасно указују на настањење брежуљка Капитола, Римског форума и суседног брежуљка Палатина.  Ископавања близу модерних Капитолских музеја указују на изградњу утврђења на брежуљку Капитолу; неки научници верују да су насеља постојала и на другим брежуљцима, посебно на брежуљцима Јаникулу, Квириналу и Авентину. Данас се верује да је брежуљак Капитол најраније насељен, али се научници не могу сложити око тога да ли су насеља на другим брежуљцима била независна, колоније насеља на Капитолу или претходно одвојена насеља која су већ била уједињена. До првог миленијума пре нове ере, на Римском форуму је постојала некропола за надземне гробове. До раног гвозденог доба (око 900. године пре нове ере), гробови су почели да се закопавају под земљу. Друга гробља су нађена на брежуљцима Есквилину, Квирилану и Виминалу;  у њима су нађени грнчарија, увезена грчка роба и бронзани предмети. На брежуљку Палатину су нађени остаци колиба који датирају из деветог до осмог века пре нове ере, са убрзаним развојем до раног или средине осмог века пре нове ере.

### Осми и седми век пре нове ере
До осмог и седмог века пре нове ере, четири велика насеља су изникла у граду Риму. Средишта града су се налазила на брежуљцима Палатину, Капитолу, Квириналу, Виминалу, Целију, Опијану и Велији. Нема доказа који повезују било коју насеобину на Квириналу са Сабињанима, иако неки антички извори тврде супротно.
Део Римског форума је у овом периоду претворен у јавни простор. Сахране су престале да се одржавају на форуму и део је поплочан. Заветни приноси су откривени у комитијуму (comitium, „скупштина“), а датирају из осмог века пре нове ере и указују на централизовани верски култ; друге грађевине за јавну употребу су такође изграђене у овом периоду. Једна од ових грађевина је била Државна кућа (domus publica), која је била званична резиденција понтифекса максимуса; верује се да је ова грађевина изграђена између 750. и 700. године пре нове ере. Верске активности на брежуљку Капитолу су почеле да се одвијају у овом периоду, што указује на везу са древним култом Јупитера Феретрија. Други откривени приноси указују на везе Рима изван Лацијума, са увезеном грчком грнчаријом из Евбеје и Коринта.
Археолошка ископавања указују на то да су први одбрамбени зидови настали у средњем или касном осмом веку пре нове ере, са откривеним деловима зидова који датирају између 730. и 720. године пре нове ере. Могуће је да је део зида представљао оно што су Римљани касније сматрали светом границом (pomerium) града Рима. Откриће капија и улица повезаних са зидовима, са остацима разних колиба, указује на то да је град Рим до овог периода био:

„стекао дефинисану границу ... и софистицирани ниво друштвене и политичке организације ... употреба форума као јавног простора указује на развој дељеног грађанског и обредног простора за становнике свих заједница, демонстрирајући растући ниво централизације.“ 
Попут других виланованских прото-убраних центара, архаични Рим је вероватно био организован око кланова који су чували своју територију, али који су се до касног осмог века пре нове ере били ујединили. Развој градова-држава је вероватно била грчка иновација која се проширила по Средоземном мору од 850. до 750. године пре нове ере. Најстарији заветни налази откривени датирају из раног седмог века пре нове ере на брежуљцима Капитолу и Квириналу, сугеришући да је до тог периода град имао изузетну архитектуру и јавна религиозна светилишта. Заиста, до 600. године пре нове ере, процес спајања мањих насеља у градове-државе (synoikismos) је био готов, и град Рим је био формиран, што се огледа у изградњи централног форума и монументалним грађевинама за јавну употребу.

## Древна традиција и митови о оснивању
До периода касне Римске републике, уобичајен римски мит о оснивању Рима је тврдио да је град основао Латин назван Ромул, на дан фестивала Парилије (21. април), неке године око 750. године пре нове ере.   Битни делови мита су се односили на Ромулово убијање свог близанца Рема, порекло браће од бога Марса и владарске породице Алба Лонге, као и наводно порекло те династије од Енеје, који је наводно потекао од богиње Афродите и владарске породице Троје. Прва књига „Историје Рима“ Тита Ливија и Вергилијева „Енејида“ су изузетно утицали на развој овог мита. Неки извори такође тврде да је на брежуљку Палатину постојала микенска грчка насеобина пре доласка Ромула и Рема, током 12. века пре нове ере.
Модерни историчари одбацују већину традиционалних извора као митове. Нема убедљивих археолошких налаза ни за Ромулово оснивање ни за рану грчку насеобину. Чак се и за име „Ромул“ – које је историчарка Мери Бирд превела као „Господин Рим“ – данас углавном сматра да је ретроактивно додељено митском оснивачу града на основу имена града Рима, уместо да представља историјску личност. Неки историчари, посебно Андреа Карандини, тврде да је могуће да ови митови о оснивању заиста описују историјске догађаје у неком облику и да су град Рим и Римско краљевство заиста основани од стране појединца. То мишљење представља мањину у модерној анализи Рима и митова, и врло је контроверзно због мањка доказа. Аргументи које Карандини и други износе се наизглед заснивају на погрешним и пристрасним интерпретацијама онога што је засигурно познато из научних ископавања.
Римски митови о пореклу дају увид у то како су Римљани видели себе као спој различитих етничких група и спољашњих утицаја. Римљани су схватали оснивање својих нових градова врло озбиљно, обављајући многе ритуале за које су тврдили да потичу из давне прошлости. Дуго су одржавали Ромулову колибу, примитивно боравиште на брежуљку Палатину које је наводно припадало оснивачу града, иако нису имали чврсту основу да повезују ту колибу са Ромулом.

### Хронолошка неслагања
| Древни историчар              | Година оснивања                        |
| ----------------------------- | -------------------------------------- |
| Гнеј Невије                   | око 1100. г. пне.                      |
| Квинт Еније                   | око 1100. г. пне. или око 884. г. пне. |
| Тимеј из Тауроменија          | 814–13. г. пне.                        |
| Луције Калпурније Пизон Фруги | 757, 753. или 751. г. пне.             |
| Варон и Плутарх               | 754-53. г. пне.                        |
| Капитолски фасти              | 753-52. г. пне.                        |
| Дионисије из Халикарнаса      | 752–51. г. пне.                        |
| Полибије                      | 751–50. г. пне                         |
| Марко Порције Катон Старији   | 751. г. пне.                           |
| Фабије Пиктор                 | 748–47. г. пне.                        |
| Луције Цинције Алимент        | 729–28. г. пне.                        |

Иако су Римљани веровали да је њихов град основао истоимени оснивач у неком тренутку у прошлости, древни историчари нису могли да се сложе око тачне године када је град основан. Најранији покушаји датирања су утврдили да је Рим основан око 1100. године пре нове ере, на основу веровања да је Ромул био унук Енеје. Ово је померило време оснивања Рима много ближе паду Троје, који је Ератостен датирао на 1184-1183. годину пре нове ере;  ове године се помињу већ у 4. веку пре нове ере. Ромул је касније хронолошки повезан са Енејом и периодом Тројанског рата увођењем лозе краљева Алба Лонге, за коју историчари сматрају да је потпуно измишљена. Древни покушаји датирања оснивања града су се заснивали на дужини трајања републике, израчунатој помоћу броја конзула, након чега би се одузео процењени период краљевине. Данашњи историчари одбацују процене дужине краљевског периода као измишљене рачунице.
Од Клаудијевих Секуларних игара 47. године нове ере до Хадријанове Ромеје 121. године, званична година оснивања се заснивала на хронологији коју је Варон израчунао у касном првом веку пре нове ере, по којој је град Рим основан 753. године пре нове ере. Капитолски фасти цара Августа, који су постојали до 13. године нове ере, и Секуларне игре које су слављене на 900. и 1000. годишњицу оснивања Рима, током царева Антонина Пије и Филипа Арабљанина, су користили 752. годину пре нове ере као годину оснивања града. Иако је познато да је Варон направио грешке у рачунању година, 753. година пре нове ере се данас најчешће користи као година оснивања Рима и и даље се користи као основа за израчунавање AUC календарске ере.

### Ромул и Рем
У најпознатијој верзији легенде, Ромул и Рем су унуци Нумитора, краља Алба Лонге. Након што Нумитора свргава његов брат Амулије а његова ћерка Реа Силвија бива натерана да постане весталка, она затрудни – наводно ју је силовао бог рата Марс – и рађа два ванбрачна брата. Амулије наређује да се деца оставе да умру код брежуљка Палатина или у реци Тибар, али браћу доји вучица у пећини Луперкал, након чега их Фаустул налази и одлучује да их одгаји као своје синове са својом женом Аком Ларентијом (Тит Ливије спаја Ларентију и вучицу, сматрајући да је Ларентија била проститутка, за које се у латинском језику користио жаргон „вучица“ (lupa)). Фаустул евентуално открива браћи њихово право порекло, након чега они одлучују да свргну или убију Амулија и врате Нумитора на престо. Они онда одлазе или су послати да оснују нови град на месту на ком су нађени. 
Браћа након тога улазе у свађу око темеља града, што доводи до Ремовог убиства. Свађа се по различитим препричавањима легенде водила око имена новог града, интерпретације ауспиција, тога да ли да се град оснује на брежуљку Палатину или Авентину или Ремуловог непоштовања обредних бразди (sulcus primigenius) или зидова. Неки извори тврде да је Ромул лично убио свог брата, док је у другим изворима наведено да је Ремул, заједно са Фаустулом, убијен у општем чину насиља. Британски историчар Тимоти Питер Вајсман, као и други експерти, сматра да је тема братоубиства у легенди проузрокована борбом сталежа у 4. веку пре нове ере, када су плебејци ниже класе у Риму почели да се одупиру владавини патриција више класе.
Ромул, након што је обавио ритуалистичко орање квадратног центра будућег града, подиже прве зидове и објављује да је насеобина безбедно место за прогнане, криминалце и робове у бекству. Град расте али такође добија већински мушку популацију. Када Ромулови покушаји да дипломатијом обезбеди долазак жена из суседних насеобина пропадну, он узима слављење фестивала Консуалије као изговор да киднапује жене Сабињана. По Титу Ливију, када Сабињани нису успели да окупе војску да поврате своје жене, жене су натерале две групе да се помире и поставе сабињанског краља Тита Татија да влада заједно са Ромулом. 
Неки модерни историчари претпостављају да цела легенда одражава антиримску пропаганду из касног четвртог века пре нове ере, али је вероватније да одражава аутохтону римску традицију, на шта указује статуа Капитолског вука, која вероватно датира из шестог века пре нове ере. У сваком случају, Римљани су прихватили легенду до трећег века пре нове ере, а неки од првих римских сребрних новчића, исковани 269. године пре нове ере, су имали приказе легенде. У његовој књизи „Почеци Рима“, објављеној 1995. године, британски историчар Тим Корнел тврди да митови о Ромулу и Рему представљају „популарно изражавање неке универзалне људске потребе или искуства“ уместо да је у питању позајмљивање од Грчког истока или Месопотамије, исто као што приче о девичанском порођају, посредовању преко животиња или скромних усвојилаца и о тријумфалном повратку након протеривања злог владара представљају честе митолошке елементе широм Еуразије а чак и Америке.

### Енеја
Аутохтона традиција о Ромулу је такође спојена са легендом о Енејином одласку из Троје и путовању до Италије. Ова легенда настаје из пророчанства које се појављује у Илијади, које тврди да ће се Енејини потомци једног дана вратити у Троју и опет владати њом. До 550. године пре нове ере, Грци су почели да верују, због мањка сигурних потомака Енеје, да је Енеја био започео своју династију ван грчког света. Први покушаји да се ова прича повеже са Римом се појављују у делима два грчка историчара на крају петог века пре нове ере, Хеланика из Митилене и Дамаста из Сигема, вероватно само помињући могућност везе са Римом; сигурнија веза се појављује тек на крају четвртог века пре нове ере када су Рим и грчки свет успоставили међусобне односе.
Древни римски аналисти, историчари и антиквари нису могли да повежу Енеју и Ромула, због веровања да је Ромул живео неколико векова након Тројанског рата, за који се у то време веровало да се одиграо око 1100. године пре нове ере. Због тога, они су измислили причу о Енејином сину који је основао град Алба Лонгу и династију владара града, чији ће члан евентуално постати и Ромул.  
У првој књизи Тита Ливија се описује како је Енеја, полубог и син тројанског племића Анхиса и богиње Венере, напустио Троју након њеног уништења током Тројанског рата и запловио до западног Медитерана. Он је повео свог сина, Асканија, и још неколико пратилаца. Након што је стигао у Италију, Енеја ступа у савез са магнатом Латинусом и узима његову ћерку Лавинију за жену, спајајући њихове две групе у нову заједницу под именом Латини; они су онда основали нови град и назвали га Лавинијум. Након низа ратова против Рутулијана и града Цере, Латини су освојили Монти Албани и његову околину. Његов син Асканије је онда основао легендарни град Алба Лонгу, који је постао доминантни град у регији. Након неколико генерација владарске династије Алба Лонге, родиће се Ромул и Рем, и њихова легенда ће почети.
Дионисије из Халикарнаса је на сличан начин покушао да докаже везу легенде и Грчког света, давајући сличну причу о Енеји, али и претходни низ миграција. Он описује миграције Аркађана на југ Апенинског полуострва негде у 18. веку пре нове ере, миграције Грка из Тесалије у Умбрију и оснивање насеобине на брежуљку Палатину од стране Евандера (који је такође дошао из Аркадије) и Херкула.
Увођење Енеје у легенду је пратило тренд хеленизације који је био присутан широм Апенинског полуострва. Народи на овом подручју су хеленизовали сопствене митологије рационализовањем митова и легенди из грчког херојског доба ради стварања псеудо-историјске традиције из праисторијских времена; узрок овога су делимично били грчки историчари који су хтели да објасне порекло италијанских народа као потомака Грка и њихових хероја.  Ова објашњења су народи ван грчког света прихватили због престижа који је био везан за грчку историју и порекло.
Археолошки налази показују да је обожавање Енеје било установљено у Лавинијуму до шестог века пре нове ере. Слично томе, култ Херкула је био установљен у Риму током архаичног периода. До раног петог века пре нове ере, ове легенде су постале општеприхваћен део римских историјских веровања. Ови култови, заједно са раним – у књижевном смислу – записом Катона Старијег, показују како су италијански народи и Римљани схватали грчку историју озбиљно и како су је каснији аналисти узимали као поуздане доказе, иако су у питању биле претпоставке слабе поузданости. Ипак, сав синкретизам би могао да одражава жеље Римљана да себи доделе престижно порекло: тврдње о пореклу од Тројанаца су се показале као политички корисне код Грка, истовремено оправдавајући тврдње о заједничком наслеђу и о предачком непријатељству.

### Остали митови
До периода Пировог рата (280-275. г. пре нове ере), око шездесет различитих митова о оснивању Рима је циркулисало грчким светом. Већина њих је приписивала оснивање града истоименом оснивачу, углавном названом „Ромос“ (Rhomos) или „Ром“ (Rhome) уместо „Ромул“.  Једна легенда тврди да је Ромос, син Одисеја и Кирке, основао Рим. Историчар Мартин Нилсон претпоставља да је ова легенда била посрамљујућа за Рим који је постајао све јачи и који је био у све горим односима са Грцима. Римљанима више није одговарало да буду потомци Грка, па су се уместо грчке определили за тројанску легенду о оснивању града. Нилсон такође претпоставља да је име „Ромос“ промењено од стране неких Римљана у домаће име „Ромул“, али да исто то име „Ромос“ (касније промењено у домаће име „Рем“) никада није заборављено од стране великог дела народа, па су на крају оба имена коришћена да представљају осниваче града.
Још једна легенда, коју је Дионисије из Халикарнаса приписао Хеланику из Митилене, тврди да је Рим основала жена названа „Рома“ (Rhome), једна од пратилаца Енеје, након што су стигли у Италију и спалили своје бродове. До средине петог века је било опште прихваћено да је Енеја вероватно основао неколико градова широм Апенинског полуострва. Ови митови су се такође разликовали по томе да ли је истоимена оснивачица града рођена у Троји или Италији – тј. пре или после Енејиног путовања – или у другим случајевима да ли је оснивач директни потомак Енеје или даљи рођак.
Митови раног трећег века се такође изразито разликују у генеалогији Ромула или другог оснивача. Једна легенда тврди да је оснивач био син Зевса. Калија, историчар који је био у служби сицилијанског тиранина Агатоклеа, је тврдио да је Ромул потекао од Латинуса и Роме, која је била ћерка Енеје и истоимене мајке. Други аутори тврде да је оснивач, син Енеје, основао не само Рим већ и Капуу. Неки аутори су убацили своја места порекла у легенду. Полибије, који је био из Аркадије, наводи да Рим нису основали Тројанци већ Аркађани.

### Антички извори
- Дионисије из Халикарнаса (1937—1950) [Први век пне.]. Римске старине. Loeb Classical Library (на језику: енглески). Превод: Кери, Ернест. Харвард Јуниверсити прес  — преко LacusCurtius.
- Тит Ливије (1905) [Први век пне.]. Од оснивања града (на језику: енглески). Превод: Робертс, Кенон.

### Модерни извори
- Бирд, Мери (2015). SPQR: Историја Античког Рима (на језику: енглески) (1. изд.). New York: Ливерајт Паблишинг. ISBN 978-0-87140-423-7. OCLC 902661394.
- Бетели, Марко (2012-10-26). Енциклопедија древне историје (на језику: енглески). Вајли. ISBN 9781405179355. doi:10.1002/9781444338386.wbeah16123 https://onlinelibrary.wiley.com/doi/10.1002/9781444338386.wbeah16123 |url= захтева наслов (помоћ).
- Бикерман, Елијас Ј (1952). „Origines Gentium”. Класична Филологија (на језику: енглески). 47 (2): 65—81. ISSN 0009-837X. JSTOR 267375. S2CID 220418780. doi:10.1086/363470.
- Брок, Андреа Л;  . (новембар 2021). „На падинама Тибара: Прилика и трансформација у раном Риму”.  (на језику: енглески). 111. Кембриџ: Кембриџ Јуниверсити Прес. стр. 1—30. doi:10.1017/S0075435821000344.
- Корнел, Тим (1995).  (на језику: енглески). London: Роутлеџ. ISBN 0-415-01596-0. OCLC 31515793.
- Форсит, Гери (2005).  (на језику: енглески). Беркли: Јуниверсити оф Калифорнија прес. ISBN 978-0-520-94029-1. OCLC 70728478 https://archive.org/details/criticalhistoryo0000fors |url= захтева наслов (помоћ).
- Голдберг, Сандер М (1995).  (на језику: енглески). Оксфорд Јуниверсити прес. ISBN 978-0-19-509372-8 https://archive.org/details/epicinrepublican0000gold |url= захтева наслов (помоћ).
- Графтон, А Т; Свердлоу, Н М (1985). Клесикал Квортерли (на језику: енглески). 35 (2): 454—465. ISSN 0009-8388. JSTOR 639075. S2CID 171000509. doi:10.1017/S0009838800040295.
- Графтон, А Т; Свердлоу, Н М (1986). Класична Филологија (на језику: енглески). 81 (2): 148—153. ISSN 0009-837X. JSTOR 269789. S2CID 161905620. doi:10.1086/366976.
- Хејкен, Г;  . (2005). Седам брежуљака Рима: Геолошка тура кроз Вечни град (на језику: енглески). Принстон: Принстон Јуниверсити Прес. Bibcode:2005shrg.book.....H.
- Коптев, Александар (2010). „Тимеј из Тауроменија и рана римска хронологија”.  Ур.: Дероу, Карл. Колекција Латомус, том 223 (на језику: енглески). 15. Брисел: Éditions Latomus. стр. 5—48. ISBN 978-2-87031-264-3 https://books.google.com/books?id=GlhCAQAAIAAJ |url= захтева наслов (помоћ).
- Ломас, Кетрин (2018).  (на језику: енглески) (1. Харвард изд.). Кембриџ: Харвард јуниверсити прес. ISBN 978-0-674-65965-0. OCLC 1015274849.
- Мајлс, Гери Б (1995).  (на језику: енглески). Итака: Корнел Јуниверсити прес. ISBN 0-8014-3060-7. OCLC 31658236.
- Нилсон, Мартин П (1964).  (на језику: шведски) (2. изд.). Bokförlaget Prisma. ISBN 91-7297-627-6.
- Валбанк, ФВ;  ., ур. (1989). Кембриџова древна историја (на језику: енглески). 7 2. део (2. изд.). Кембриџ јуниверсити прес. ISBN 0-521-23446-8.
  - Момиглиано, А. "Почеци Рима". In CAH2 7.2 (1989), pp. 52–112.
  - Драмонд, А. "Appendix". In CAH2 7.2 (1989), pp. 625–44.